# テレビお笑いふ!
テレビお笑いふ!（テレビおわらいふ!）は、学研パブリッシングより発売されている日本のテレビ情報誌。「TV LIFE」のお笑い番組版。定価880円（本体838円）。　

## 概要
- TV LIFE首都圏版8/20号別冊として発行。
- 第1号の表紙はオリエンタルラジオ。
- 殆どのお笑い専門誌が若手芸人を取り上げているが、ネプチューン、くりぃむしちゅー、東貴博など中堅芸人のインタビューも行っている（勿論若手芸人も取り上げている）。芸人ばかりで無く、「エンタの神様」（日本テレビ系列）のプロデューサー･五味一男、「電波少年」で一躍有名となったT部長こと土屋敏男など製作者側のインタビューも掲載。

## 連載
- ナンシー小関、ジョニー段子『ナンシー小関&ジョニー段子のポジティブにつきあう方向で考えてみよう!』

ある芸人を恋愛対象を見た時、どこを愛せるか、どんな良い事があるか2人が考える。その回の芸人のナンシー小関作消しゴム版スタンプも掲載される。

## スタッフ
- 編集長：南條達也
- 編集スタッフ：長迫弘、橋本吾郎、水上じろう、南雲まち子、津田潤、トリーヌ、ユークラフト
- 編集人：脇谷典利
- 発行人：大野正道
- 印刷所：大日本印刷株式会社
- 発行所：学習研究社
- デザイン：岡優太郎、後藤まゆ、柳原良、安倍啓輔（以上STUDIO MAGIC）、野村勝善（HANA/Comunicationc）、タキザワソウイチロウ、エストール
- 校正：針山和子
- DTP：エストール